# Museo de la Naturaleza de Cantabria

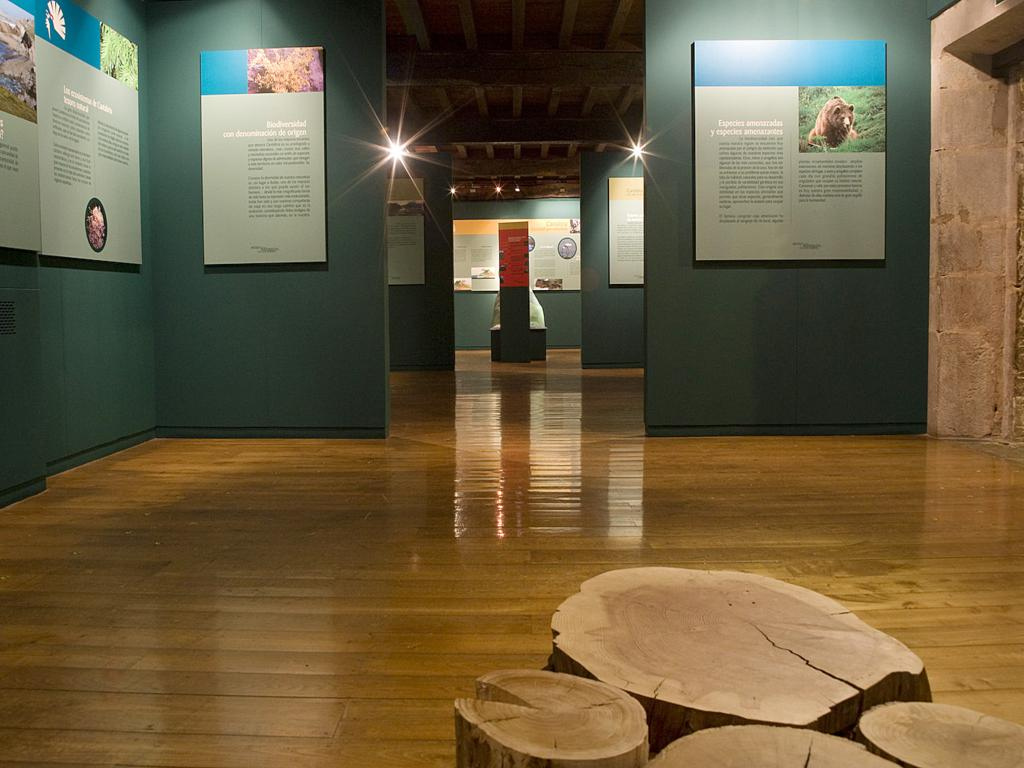
Una sala del museo.

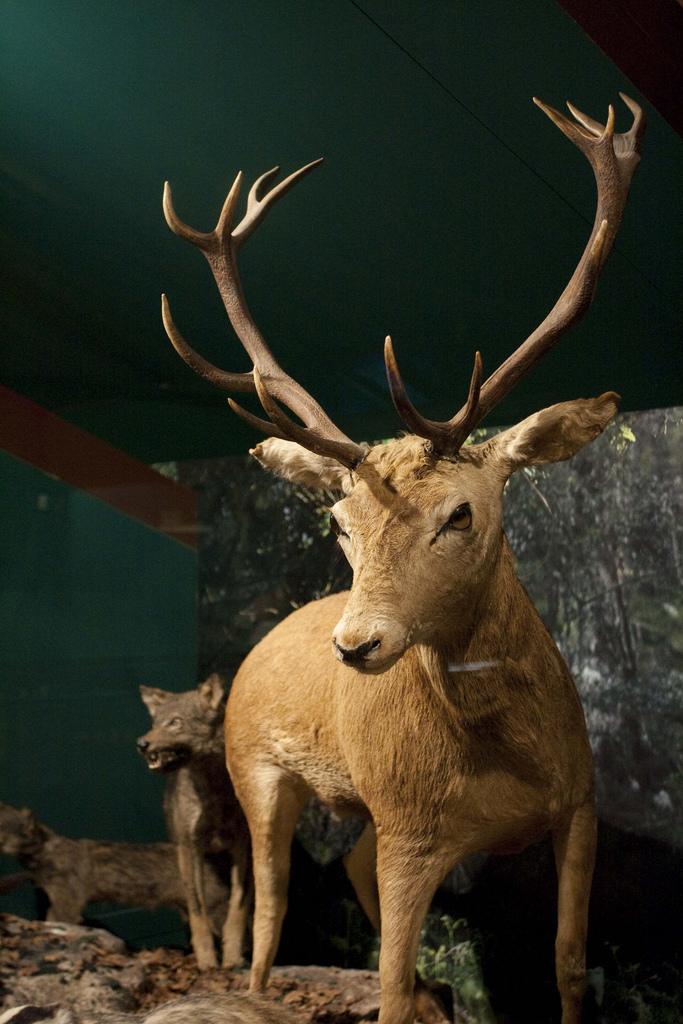
Ciervo disecado en el museo.

El Museo de la Naturaleza de Cantabria (MNC) se encuentra en una casona-palacio del siglo XVIII, en el pueblo cántabro de Carrejo que está situado a 1,5 kilómetros de Cabezón de la Sal (España).
El edificio tiene dos alturas (aunque hay tres de museo) y tejado a dos aguas. Tiempo después de su construcción, al palacio se le añadió una capilla en el extremo occidental, rematada por una espadaña barroca. Actualmente, la capilla se utiliza como sala de conferencias y audiovisuales y en ocasiones alberga las exposiciones temporales. También tiene un jardín en el que hay plantados árboles típicos de la comunidad autónoma.
La casona era de la familia Ygareda y Barreda-Cos, cuyos descendientes crearon la Fundación Ygareda para transformar la antigua residencia familiar en un centro cultural. El acuerdo con el Gobierno de Cantabria dio lugar a la cesión de la casona, que se reformó en 1989, y en ella se creó el Museo en el año 1990, que fue restaurado en el año 2003 con la colaboración de la Obra Social de Caja Cantabria. Este edificio fue declarado Bien de interés cultural en 1984.
Consta de cuatro salas de exposición de fauna y flora de la región cántabra así como una sección de exposiciones temporales temáticas. La mayor parte consiste en animales naturalizados (disecados). Algunas piezas fueron realizadas por José María Benedito, miembro del Museo de Ciencias Naturales de Madrid y por J. Patón. Las más antiguas datan de 1913.